# ベティ・ナットール
ベティ・ナットール（Betty Nuthall, 1911年5月23日 - 1983年11月8日）は、イングランド・サービトン出身の女子テニス選手。フルネームは Betty May Nuthall Shoemaker （ベティ・メイ・ナットール・シューメイカー）という。1930年全米選手権女子シングルスの優勝者。

## 来歴
1927年全米選手権で決勝に進出した。決勝でアメリカのヘレン・ウィルスに 1-6, 4-6 で敗れ準優勝者になった。3年後の1930年全米選手権でアンナ・ハーパーを 6–1, 6–4 で破り優勝した。
1931年全仏選手権では女子シングルス・女子ダブルス・混合ダブルスの3部門全てで決勝に進出した。シングルスは決勝でドイツのシリー・アウセムに 6–8, 1–6 で敗れ準優勝に終わるが、アイリーン・ベネット・ホイッティングストールと組んだ女子ダブルスとパトリック・スペンスと組んだ混合ダブルスでは優勝しダブルス2冠を達成した。4大大会で女子シングルス1勝、女子ダブルス4勝、混合ダブルス4勝の計9勝を挙げた。
ナットールは1977年に国際テニス殿堂入りを果たした。殿堂入りから6年後の1983年11月8日、アメリカ合衆国ニューヨークにて72歳で亡くなった。

## 主な成績
- 全仏選手権　女子ダブルス：1勝（1931年）／混合ダブルス：2勝（1931年・1932年）
- 全米選手権　女子シングルス：1勝（1930年）／女子ダブルス：3勝（1930年・1931年・1933年）／混合ダブルス：2勝（1929年・1939年）

| 年     | 大会       | 対戦相手         | 試合結果 |
| ------ | ---------- | ---------------- | -------- |
| 1930年 | 全米選手権 | アンナ・ハーパー | 6-1, 6-4 |